# Crestline, Kalifornien
Crestline är en ort (CDP) i San Bernardino County, i delstaten Kalifornien, USA. Enligt United States Census Bureau har orten en folkmängd på 10 770 invånare (2010) och en landarea på 35,8 km².